# Dusty... Definitely
Dusty... Definitely är ett musikalbum av Dusty Springfield lanserat 1968 på Philips Records. Springfield producerade även albumet tillsammans med John Franz. Albumets första hälft består av snabbare kompositioner, medan den andra hälften är mer långsam. Samma år som albumet kom ut hade Springfield skrivit kontrakt för Atlantic Records i USA. Tidigare var Philips även hennes bolag i USA. I kontraktet fanns möjlighet att ge ut hennes brittiska Philips-inspelningar i USA på Atlantic, men så skedde aldrig vid tidpunkten. Inspelningarna gavs långt senare ut i USA.
På albumet medverkar John Paul Jones som basist och arrangör. Kort senare blev han medlem i Led Zeppelin.

## Låtlista
(upphovsman inom parentes)
1. "Ain't No Sun Since You've Been Gone" (Sylvia Moy, Norman Whitfield, Cornelius Grant) – 2:48
2. "Take Another Little Piece of My Heart" (Bert Berns, Jerry Ragovoy) – 2:38
3. "Another Night" (Burt Bacharach, Hal David) – 2:13
4. "Mr Dream Merchant" (Jerry Ross, Larry Weiss) – 3:03
5. "I Can't Give Back the Love I Feel for You" (Nickolas Ashford, Valerie Simpson, Brian Holland) – 2:32
6. "Love Power" (Teddy Vann) – 2:12
7. "This Girl's in Love with You" (Burt Bacharach, Hal David) – 3:38
8. "I Only Wanna Laugh" (William Shannon, Shannon Shor) – 3:09
9. "Who (Will Take My Place)?" (Charles Aznavour, Herbert Kretzmer) – 3:03
10. "I Think It's Gonna Rain Today" (Randy Newman) – 3:14
11. "Morning (Bom Dia)" (Nana Caymmi, Gilberto Gil, Norma Tanega) – 2:50
12. "Second Time Around" (Sammy Cahn, Jimmy Van Heusen) – 3:24

## Listplaceringar
- UK Albums Chart, Storbritannien: #30[1]